# Nguni (boskap)

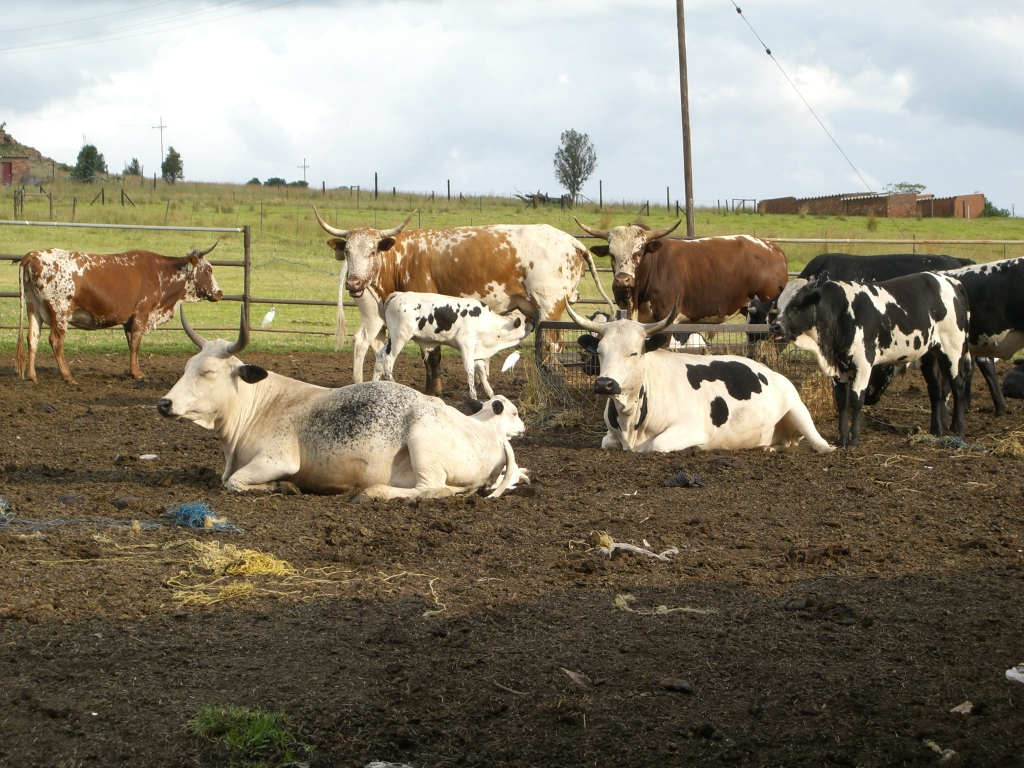
Nguniboskap

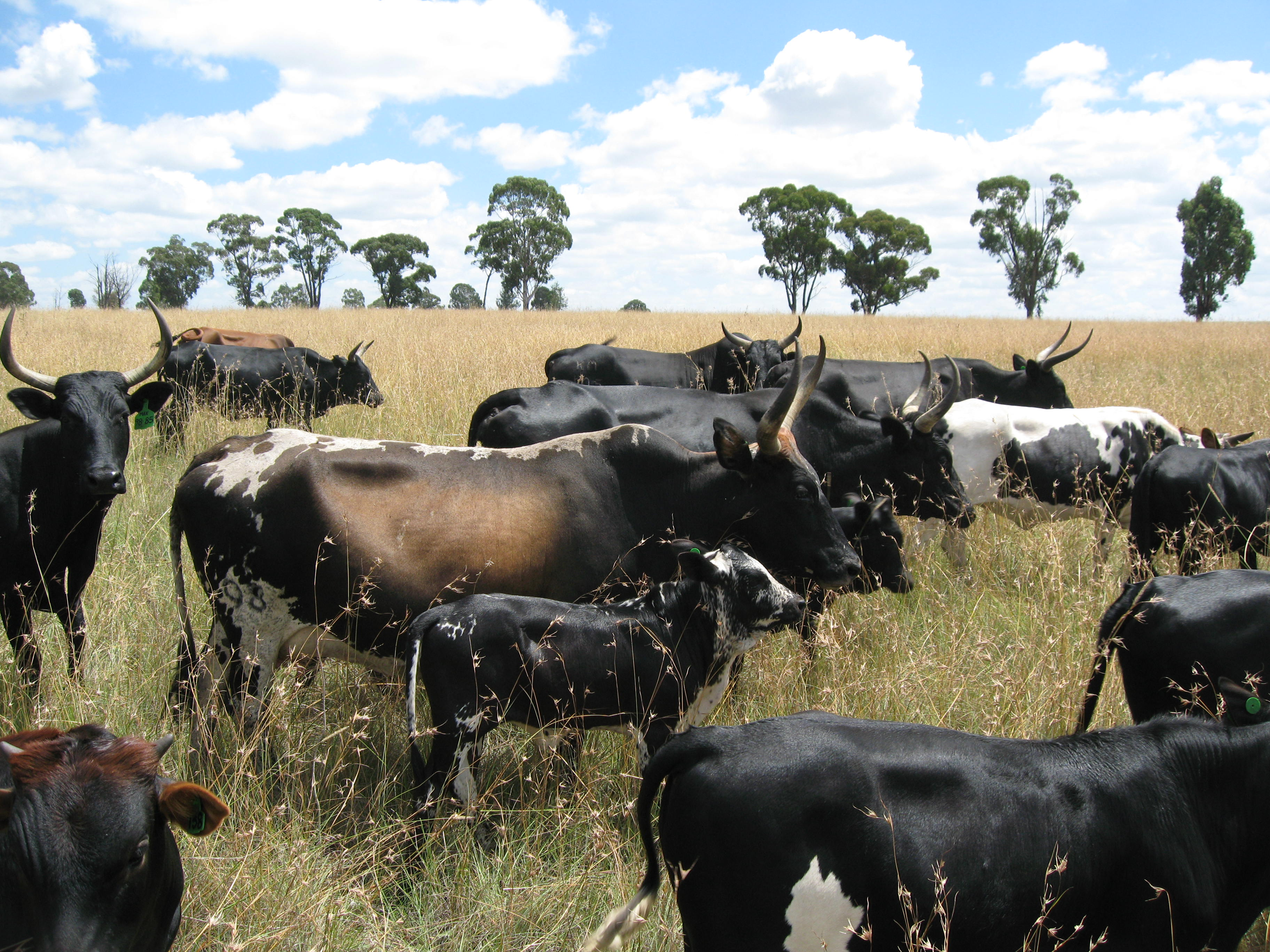
Nguniboskap (Makatinivarianten)

Boskapen Nguni, med ursprung i södra Afrika, är en hybrid av lokal och indisk boskap, som introducerades med bantufolk norrifrån. Djuren är medelstora, och anpassade för att beta på Highveld (högplatån i Sydafrika).

## Beskrivning
Nguniboskap är känd för sin fertilitet och motståndskraft mot sjukdomar. Boskapen föredras av de lokala bantufolken i södra Afrika (Sydafrika, Swaziland, Namibia, Zimbabwe, Botswana och Angola). Pälsen är brokig i många färger och olika stora mönster, men mulen är alltid svart.
De är en variant av så kallad sangaboskap (samlande beteckning på lokal boskap i södra Afrika). Proteinanalyser har visat att de är en hybrid av Zebu (Bos indicus) och nötboskap (Bos taurus) av västerländsk typ.
Förutom de skiftande färgmönstren uppvisar de varierande hornformer. Alla förekommande kombinationer katalogiserades i början av seklet av en sydafrikansk boskapsskötare, och gav upphov till the Nguni Cattle Register ("Register över nguniboskap"), en sammanställning av karakteristika för att fullt ut beskriva en nguniko eller tjur.
Boskapen är medelstor – en tjur väger 500–600 kg och en ko 300–400 kg.

## Ursprung
Föregångarna till nguniboskap fördes med på 600-talet då xhosa-, zulu- och swazifolk migrerade till Sydafrika. Sedan dess har dessa djur spelat en stor roll såväl ekonomiskt som socialt för dessa samhällens utveckling, och de används till exempel som hemgift. Antalet djur en by, eller en individ, äger spelade en stor roll för hur de uppfattades av omgivningen.
Zulukungen Shaka insåg den kulturella och ekonomiska betydelsen av detta och tog kontroll över hjordarna inom området. Shaka lät också avla boskapen efter färgmönstren för att få hudar till sina olika regementen. Hans personliga elitgarde bar rent vita hudar, från den kungliga hjorden inyonikayiphumuli.